# Val-des-Oseraies
Val-des-Oseraies (lb. Weidendall, niem. Weidenthal) – mała miejscowość (lieu-dit) w środkowym Luksemburgu, w gminie Kehlen, w kantonie Capellen. Do 3 października 2015 leżała w dystrykcie Luksemburg.